# フルンボイル市
フルンボイル市（フルンボイルし、慣用読み：ホロンバイル、モンゴル語：ᠬᠥᠯᠥᠨ
ᠪᠤᠶᠢᠷ
ᠬᠣᠲᠠ、Kölön Buyir qota、呼倫貝爾市）は、中華人民共和国内モンゴル自治区北東部に位置する地級市。市名はモンゴル語で、地区に含まれる湖であるフルン湖（呼倫湖）とボイル湖（貝爾湖）に因む。東西 630 キロメートル、南北 700 キロメートル、総面積 264,000 平方キロメートルで、山東省・江蘇省の面積の総和より大きい。人口約269万人。

## 地理
市域を南北に大興安嶺山脈が走り、嶺西地域と嶺東地域に分ける。嶺西地域はモンゴル平原に隣接する。南部は内モンゴル自治区のヒンガン盟（興安盟、ヒンガン・アイマグ）、東部は嫩江を境界として黒龍江省と接し、北部および北西部はアルグン川を境界としてロシア連邦、西部および西南部はモンゴル国と接する。

### 気象
内陸性の気候のため、冬季は厳しい寒さとなる。2014年1月10日の冷え込みでは、市内の観測地点で-46.1℃を観測した。ケッペンの気候区分では亜寒帯冬季少雨気候（Dwb）に属する。
| ハイラル区 (平年値1981−2010年)の気候                                                  | ハイラル区 (平年値1981−2010年)の気候 | ハイラル区 (平年値1981−2010年)の気候 | ハイラル区 (平年値1981−2010年)の気候 | ハイラル区 (平年値1981−2010年)の気候 | ハイラル区 (平年値1981−2010年)の気候 | ハイラル区 (平年値1981−2010年)の気候 | ハイラル区 (平年値1981−2010年)の気候 | ハイラル区 (平年値1981−2010年)の気候 | ハイラル区 (平年値1981−2010年)の気候 | ハイラル区 (平年値1981−2010年)の気候 | ハイラル区 (平年値1981−2010年)の気候 | ハイラル区 (平年値1981−2010年)の気候 | ハイラル区 (平年値1981−2010年)の気候 |
| 月                                                                                    | 1月                                  | 2月                                  | 3月                                  | 4月                                  | 5月                                  | 6月                                  | 7月                                  | 8月                                  | 9月                                  | 10月                                 | 11月                                 | 12月                                 | 年                                   |
| ------------------------------------------------------------------------------------- | ------------------------------------ | ------------------------------------ | ------------------------------------ | ------------------------------------ | ------------------------------------ | ------------------------------------ | ------------------------------------ | ------------------------------------ | ------------------------------------ | ------------------------------------ | ------------------------------------ | ------------------------------------ | ------------------------------------ |
| 最高気温記録 °C （°F）                                                                | −1.0 (30.2)                          | 4.3 (39.7)                           | 16.2 (61.2)                          | 29.4 (84.9)                          | 33.7 (92.7)                          | 38.8 (101.8)                         | 39.5 (103.1)                         | 36.9 (98.4)                          | 33.2 (91.8)                          | 26.2 (79.2)                          | 12.2 (54)                            | 2.4 (36.3)                           | 39.5 (103.1)                         |
| 平均最高気温 °C （°F）                                                                | −19.2 (−2.6)                         | −13.5 (7.7)                          | −3.4 (25.9)                          | 9.5 (49.1)                           | 18.4 (65.1)                          | 24.4 (75.9)                          | 26.1 (79)                            | 24.3 (75.7)                          | 17.6 (63.7)                          | 8.0 (46.4)                           | −5.8 (21.6)                          | −16.2 (2.8)                          | 5.85 (42.53)                         |
| 日平均気温 °C （°F）                                                                  | −24.8 (−12.6)                        | −20.3 (−4.5)                         | −9.9 (14.2)                          | 3.0 (37.4)                           | 11.6 (52.9)                          | 18.0 (64.4)                          | 20.4 (68.7)                          | 18.3 (64.9)                          | 10.8 (51.4)                          | 1.2 (34.2)                           | −11.7 (10.9)                         | −21.4 (−6.5)                         | −0.4 (31.28)                         |
| 平均最低気温 °C （°F）                                                                | −29.2 (−20.6)                        | −25.7 (−14.3)                        | −15.8 (3.6)                          | −3.0 (26.6)                          | 4.4 (39.9)                           | 11.4 (52.5)                          | 14.9 (58.8)                          | 12.8 (55)                            | 5.0 (41)                             | −4.0 (24.8)                          | −16.3 (2.7)                          | −25.7 (−14.3)                        | −5.93 (21.31)                        |
| 最低気温記録 °C （°F）                                                                | −42.9 (−45.2)                        | −42.3 (−44.1)                        | −32.5 (−26.5)                        | −21.6 (−6.9)                         | −8.4 (16.9)                          | 0.1 (32.2)                           | 5.3 (41.5)                           | 2.5 (36.5)                           | −7.9 (17.8)                          | −20.5 (−4.9)                         | −38.0 (−36.4)                        | −40.1 (−40.2)                        | −42.9 (−45.2)                        |
| 降水量 mm （inch）                                                                    | 4.6 (0.181)                          | 3.6 (0.142)                          | 6.0 (0.236)                          | 13.9 (0.547)                         | 22.7 (0.894)                         | 55.1 (2.169)                         | 94.0 (3.701)                         | 88.0 (3.465)                         | 33.6 (1.323)                         | 16.7 (0.657)                         | 6.4 (0.252)                          | 7.4 (0.291)                          | 352.0 (13.858)                       |
| 平均降水日数 （≥0.1 mm）                                                              | 7.6                                  | 5.9                                  | 5.6                                  | 5.9                                  | 7.0                                  | 12.9                                 | 14.5                                 | 12.4                                 | 9.5                                  | 6.2                                  | 7.1                                  | 9.6                                  | 104.2                                |
| % 湿度                                                                                | 78                                   | 78                                   | 69                                   | 52                                   | 46                                   | 59                                   | 69                                   | 70                                   | 64                                   | 62                                   | 73                                   | 79                                   | 66.6                                 |
| 平均月間日照時間                                                                      | 167.0                                | 195.6                                | 244.1                                | 246.2                                | 298.0                                | 285.9                                | 279.8                                | 268.7                                | 218.6                                | 210.1                                | 165.3                                | 139.4                                | 2,718.7                              |
| 日照率                                                                                | 63                                   | 69                                   | 67                                   | 60                                   | 63                                   | 59                                   | 58                                   | 60                                   | 58                                   | 63                                   | 60                                   | 55                                   | 61.3                                 |
| 出典：China Meteorological Administration (precipitation days and sunshine 1971–2000) |                                      |                                      |                                      |                                      |                                      |                                      |                                      |                                      |                                      |                                      |                                      |                                      |                                      |

## 民族
伝統的な部族集団としては清のソロン八旗に含まれたエヴェンキ、オロチョン、ホーチン・バルグ（陳バルグ）、ダグールと、バルグ八旗に編成されていたシネ・バルグ（新バルグ）がいた。このうちホーチン・バルグ、シネ・バルグは中華人民共和国の民族識別工作によりモンゴル族に編入されたが、同じモンゴル系でもダグールは単独でダグール族（ダウール族）とされた。
中華民国期以降爆発的に進んだ漢族の流入により、現代では漢族が人口の大部分を占める。少数民族は総計 458,186 人で総人口の 17.3 パーセントを占めるが、それらの中には回族、満族、朝鮮族などが含まれている。

## 歴史
呼倫貝爾地方は遊牧に好適な草原地域であり、匈奴、鮮卑、室韋、キルギス、契丹、タタルなど、古来様々な遊牧民が興亡した。また、東方の森林地帯からは女真をはじめとするツングース系の民族も入り込んでおり、現在のオロチョン、エヴェンキの先祖となった。
モンゴル帝国のもとではチンギス・ハーンの末弟テムゲ・オッチギンがこの地方に遊牧し、モンゴル高原東部から遼東にかけて絶大な権勢を誇った。元の北走後も北元にとっての重要な拠点であったが、1388年にこの地でトグス・テムル・ハーンが殺害され、北元は崩壊した。
17世紀にはバルグ（今日のブリヤート人に近いモンゴル系部族）、ダグール（モンゴル系民族）、エヴェンキ、オロチョンなどが住んでいたこの地方は清の支配下に置かれた。清は領土の北辺にあたるこの地方を支配するに当たり、八旗に準じて諸部族をソロン八旗（ソロンはエヴェンキの満洲語名）に編入し、清朝皇帝の隷臣として扱った。18世紀には外モンゴルのハルハの隷属民であったバルグの別派がフルンボイルに移住されてバルグ八旗に編成され、黒龍江将軍の支配下に置かれた。
清末においてもこの地方は北方の辺境であったために漢族の流入や定住農耕化が比較的遅れ、その後も長い間遊牧生活が保たれた。1912年にロシアとモンゴルのボグド・ハーン政権の援助で勝福や貴福らによって分離独立するも1915年に中国の特別区域となり、1919年には高度な自治権も解消された。満洲事変が起こると日本の勢力下に入り、満洲国に編入されて南のジェリム盟と合併、興安省が置かれた。さらに興安省が分割されると呼倫貝爾のうち嶺東地区は「興安東省」、嶺西地区は「興安北省」が設置された。満洲国崩壊後、興安北省省長だったエルヘムバトは侵攻してきたソ連とモンゴル人民共和国の連合軍に支援されてフルンボイル地方自治政府を分離独立させる。1948年に中国共産党のウランフの工作が実り、呼倫貝爾盟が設置されて内蒙古自治区に属すことになった。
1953年には海拉爾、満洲里、烏蘭浩特が自治区直轄市に昇格した。1969年盟の大部分は黒龍江省に編入されたが、1979年内蒙古自治区に復した。2001年10月10日、呼倫貝爾盟を廃止し、呼倫貝爾市が成立、首邑である海拉爾市は海拉爾区となった。

## 行政区画
2市轄区・5県級市・4旗・3自治旗を管轄する。
- 市轄区：
  - ハイラル区（海拉爾区）・ジャライノール区（扎賚諾爾区）
- 県級市：
  - 満洲里市・ジャラントン市（扎蘭屯市）・牙克石市・根河市・アルグン市（額爾古納市）
- 旗：
  - アロン旗（阿栄旗）・新バルグ左旗（新巴爾虎左旗）・新バルグ右旗（新巴爾虎右旗）・陳バルグ旗（陳巴爾虎旗）
- 自治旗：
  - モリンダワ・ダウール族自治旗（莫力達瓦達斡爾族自治旗）・オロチョン自治旗（鄂倫春自治旗）・エヴェンキ族自治旗（鄂温克族自治旗）

また、中華人民共和国民政部の行政区画データにおいて、黒竜江省大興安嶺地区ジャグダチ区・松嶺区は本市のオロチョン自治旗の一部であると見なされている。
| フルンボイル市の地図 |
| --- |
| 1 アロン旗 モリンダワ ダウール族 自治旗 オロチョン自治旗 エヴェンキ族 · 自治旗 陳バルグ旗 新バルグ · 左旗 新バルグ右旗 2 牙克石市 ジャラントン市 アルグン市 根河市 3 松嶺区 1. ハイラル区 2. 満洲里市とジャライノール区 3. ジャグダチ区 |

### 年表
この節の出典

#### フルンボイル・ヌン・モルン盟
- 1949年10月1日 - 中華人民共和国内モンゴル自治区フルンボイル・ヌン・モルン盟が成立。ハイラル市・満洲里市・ソロン旗・アロン旗・ブトハ旗・モリンダワ旗・新バルグ左旗・新バルグ右旗・陳バルグ旗・アルグン旗が発足。(2市8旗)
- 1950年1月23日 - ソロン旗・ブトハ旗の各一部が合併し、シグイト旗が発足。(2市9旗)
- 1951年4月7日 - シグイト旗・モリンダワ旗の各一部が合併し、オロチョン旗が発足。(2市10旗)
- 1952年5月31日 - オロチョン旗が自治旗に移行し、オロチョン自治旗となる。(2市9旗1自治旗)
- 1953年1月23日 - フルンボイル・ヌン・モルン盟がヒンガン盟・ジェリム盟と合併し、東部行政公署の発足により消滅。

#### ハイラル市
- 1953年5月10日 - 東部行政公署ハイラル市が地級市のハイラル市に昇格。(1市)
- 1954年5月21日 - ハイラル市がフルンボイル盟に編入。

#### 満洲里市
- 1953年5月10日 - 東部行政公署満洲里市が地級市の満洲里市に昇格。(1市)
- 1954年5月21日 - 満洲里市がフルンボイル盟に編入。

#### 内モンゴル自治区フルンボイル盟(1954年-1969年)
- 1954年5月21日 - ウランホト市、ハイラル市、満洲里市、東部行政公署新バルグ左旗・新バルグ右旗・陳バルグ旗・ソロン旗・アルグン旗・シグイト旗・モリンダワ旗・アロン旗・ブトハ旗・ホルチン右翼前旗・ジャライド旗・ホルチン右翼中旗・オロチョン自治旗・突泉県を編入。フルンボイル盟が成立。ウランホト市・ハイラル市・満洲里市が県級市に降格。(3市1県12旗1自治旗)
- 1958年5月29日 (3市1県10旗3自治旗)
  - モリンダワ旗が自治旗に移行し、モリンダワ・ダウール族自治旗となる。
  - ソロン旗が自治旗に移行し、エヴェンキ族自治旗となる。
- 1960年1月7日 - 突泉県がホルチン右翼中旗に編入。(3市10旗3自治旗)
- 1962年10月20日 - ホルチン右翼中旗の一部が分立し、突泉県が発足。(3市1県10旗3自治旗)
- 1964年7月20日 - ウランホト市がホルチン右翼前旗に編入。(2市1県10旗3自治旗)
- 1964年8月10日 - オロチョン自治旗の一部(ジャグダチ鎮)が分立し、黒龍江省大ヒンガン嶺特区松嶺区となる。(2市1県10旗3自治旗)
- 1965年9月22日 - ホルチン右翼中旗がジェリム盟に編入。(2市1県9旗3自治旗)
- 1966年1月18日 - アルグン旗が分割され、アルグン左旗・アルグン右旗が発足。(2市1県10旗3自治旗)
- 1966年4月20日 - オロチョン自治旗の一部が黒龍江省大ヒンガン嶺特区松嶺区に編入。(2市1県10旗3自治旗)
- 1969年7月5日 - 内モンゴル自治区の分割により、黒龍江省フルンボイル盟となる。

#### 黒龍江省フルンボイル盟
- 1969年7月5日 - 内モンゴル自治区の分割により、内モンゴル自治区フルンボイル盟が黒龍江省フルンボイル盟となる。(2市9旗3自治旗)
  - 突泉県・ホルチン右翼前旗が吉林省白城専区に編入。
- 1970年4月1日 - オロチョン自治旗・モリンダワダウール族自治旗が大ヒンガン嶺地区に編入。(2市9旗1自治旗)
- 1979年5月30日 - 黒龍江省の分割により、内モンゴル自治区フルンボイル盟となる。

#### 内モンゴル自治区フルンボイル盟(1979年-2001年)
- 1979年5月30日 - 黒龍江省の分割により、黒龍江省フルンボイル盟が内モンゴル自治区フルンボイル盟となる。(2市1県10旗3自治旗)
  - 黒龍江省大ヒンガン嶺地区オロチョン自治旗・モリンダワ・ダウール族自治旗、吉林省白城地区突泉県・ホルチン右翼前旗を編入。
- 1980年7月26日 - ジャライド旗・ホルチン右翼前旗・突泉県がヒンガン盟に編入。(2市8旗3自治旗)
- 1983年10月10日 (4市6旗3自治旗)
  - シグイト旗が市制施行し、牙克石市となる。
  - ブトハ旗が市制施行し、ジャラントン市となる。
- 1994年4月28日 - アルグン左旗が市制施行し、根河市となる。(5市5旗3自治旗)
- 1994年7月13日 - アルグン右旗が市制施行し、アルグン市となる。(6市4旗3自治旗)
- 2001年10月10日 - フルンボイル盟が地級市のフルンボイル市に昇格。

#### フルンボイル市
- 2001年10月10日 - フルンボイル盟が地級市のフルンボイル市に昇格。(1区5市4旗3自治旗)
  - ハイラル市が区制施行し、ハイラル区となる。
- 2013年3月6日 - 満洲里市の一部が分立し、ジャライノール区が発足。(2区5市4旗3自治旗)

## 経済
大興安嶺山脈では林業、草原地帯では牧畜が盛んで、畜産加工業も発達している。ハルビンから延びる旧東清鉄道がハイラル、満洲里を通ってロシア領ザバイカリスクに入る。国境では中ロ互市貿易区が設置されている。

## 交通

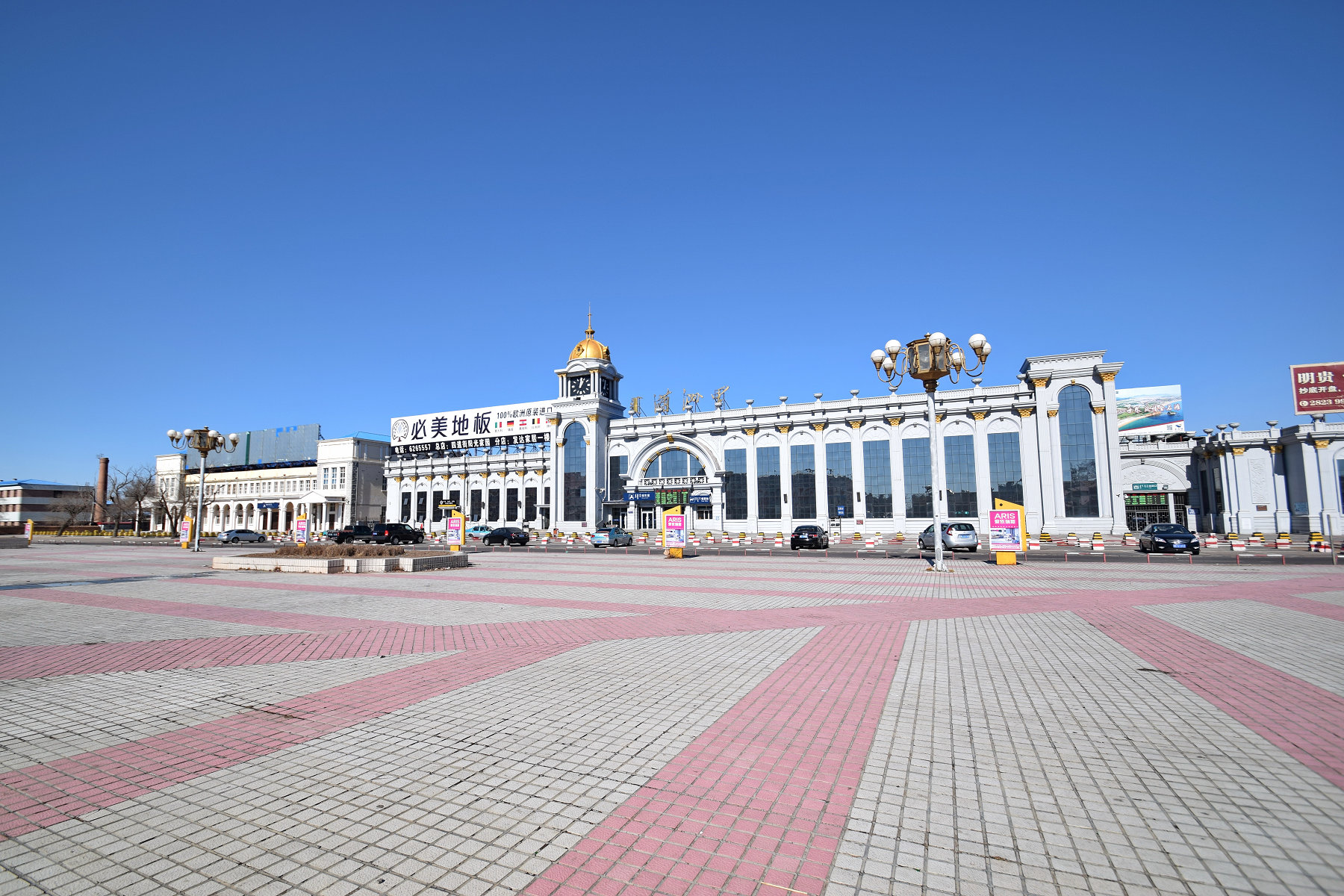
満洲里駅

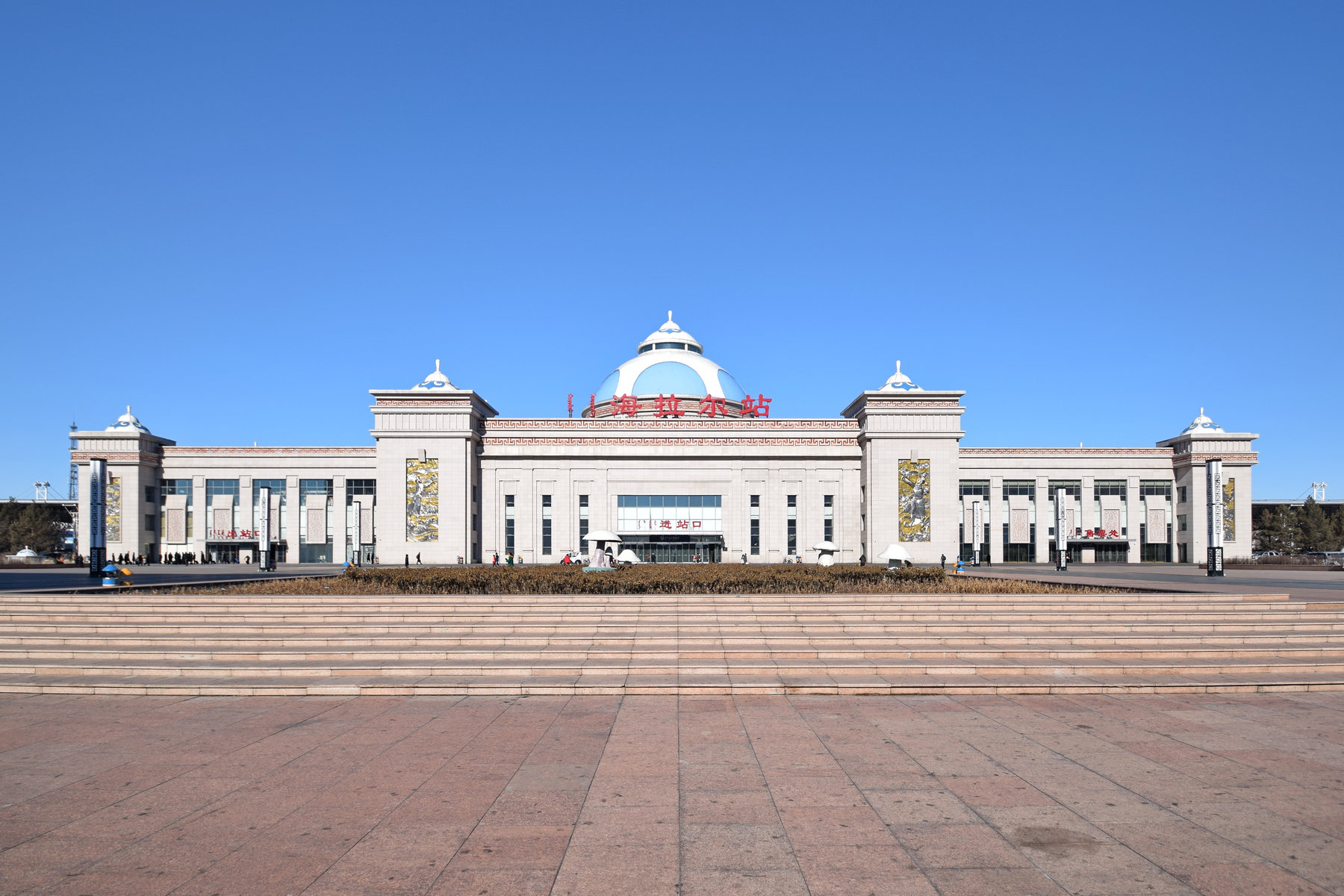
ハイラル駅

### 航空
- 満洲里西郊空港
- フルンボイル・ハイラル空港
- ジャラントン・チンギスカン空港（中国語版）
- ジャグダチ空港

### 鉄道
- 中国鉄路総公司
  - 浜洲線
  - 富西線
  - 牙林線
  - 博林線
  - 伊加線
  - 伊敏線
  - 伊阿線
  - 朝烏線

### 道路
- 高速道路
  - 綏満高速道路
  - 集阿高速道路
- 国道
  - G111国道
  - G301国道

### 出入国検査場
- 満洲里口岸（ロシア）
- 額布都格口岸（モンゴル）
- 阿日哈沙特口岸（モンゴル）
- 二卡口岸（ロシア）
- 胡列也吐口岸（ロシア）
- 黒山頭口岸（ロシア）
- 室韋口岸（ロシア）